# Kiotina
Kiotina is een geslacht van steenvliegen uit de familie borstelsteenvliegen (Perlidae). De wetenschappelijke naam van het geslacht is voor het eerst geldig gepubliceerd in 1907 door Klapálek.

## Soorten
Kiotina omvat de volgende soorten:
- Kiotina albopila (Wu, 1948)
- Kiotina bifurcata Stark & Sivec, 2008
- Kiotina chekiangensis (Wu, 1938)
- Kiotina chiangi (Banks, 1939)
- Kiotina collaris (Banks, 1937)
- Kiotina decorata (Zwick, 1973)
- Kiotina delicata Stark & Sivec, 2008
- Kiotina kelloggi Wu & Claassen, 1934
- Kiotina nigra (Wu, 1938)
- Kiotina pictetii (Klapálek, 1907)
- Kiotina quadrituberculata Wu, 1948
- Kiotina resplendens Banks, 1939
- Kiotina riukiuensis Uéno, 1938
- Kiotina spatulata Wu, 1948
- Kiotina suzukii Okamoto, 1912